# Suevos (La Baña)
Suevos (llamada oficialmente San Mamede de Suevos) es una parroquia y aldea española del municipio de La Baña, en la provincia de La Coruña, Galicia.

## Entidades de población
Entidades de población que forman parte de la parroquia:
- Choupana (A Choupana)
- Cruz (A Cruz)
- Faílde (O Faílde)
- Fagín (O Faxín)
- Francos
- Reguengo
- Suevos

## Demografía

### Parroquia
| Gráfica de evolución demográfica de Suevos (parroquia) entre 2000 y 2018 |
|                                                                          |
| Datos según el nomenclátor publicado por el INE.                         |

### Aldea
| Gráfica de evolución demográfica de Suevos (aldea) entre 2000 y 2018 |
|                                                                      |
| Datos según el nomenclátor publicado por el INE.                     |